# Bolbaite
Bolbaite, en castillan et officiellement (Bolbait en valencien), est une commune d'Espagne de la province de Valence dans la Communauté valencienne. Elle est située dans la comarque de la Canal de Navarrés et dans la zone à prédominance linguistique castillane.

## Géographie

Localisation de Bolbaite
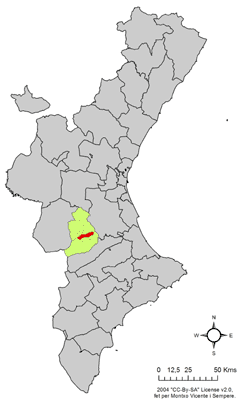
dans la Communauté valencienne.
dans la comarque de la Canal de Navarrés.